# 比赛姆
比赛姆（法語：Biesheim，法語發音：[bisaim] ⓘ）是法国上莱茵省的一个市镇，属于科尔马-里博维莱区。

## 地理
比赛姆（48°2'27"N, 7°32'36"E）面积16.55 平方千米，位于法国大東部大區上莱茵省，该省份为法国东部内陆省份，是阿尔萨斯的一部分，今与下莱茵省组成了阿尔萨斯欧洲集体，其北临下莱茵省，西接孚日省，西南接贝尔福地区省，东侧沿莱茵河与德国相望，南与瑞士接壤。
与比赛姆接壤的市镇（或旧市镇、城区）包括：福格尔格林、福尔格尔赛姆、维登索伦、于尔舍奈姆、屈奈姆。
比赛姆的时区为UTC+01:00、UTC+02:00（夏令时）。

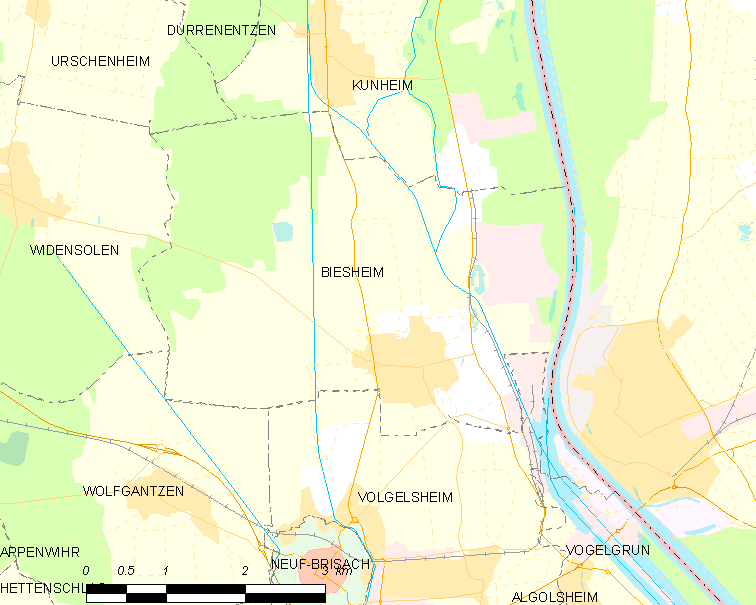
比赛姆的OSM定位图

## 行政
比赛姆的邮政编码为68600，INSEE市镇编码为68036。

## 政治
比赛姆所属的省级选区为恩西赛姆县。

## 人口

1962-2008年间比赛姆人口变化图示

比赛姆于2022年1月1日时的人口数量为2519人。